# Lam Ara
Lam Ara is een bestuurslaag in het regentschap Banda Aceh van de provincie Atjeh, Indonesië. Lam Ara telt 2739 inwoners (volkstelling 2010).